# Sengon (Subah)
Sengon is een bestuurslaag in het regentschap Batang van de provincie Midden-Java, Indonesië. Sengon telt 6725 inwoners (volkstelling 2010).